# Gallinula tenebrosa
Gallinula tenebrosa là một loài chim trong họ Rallidae.

## Hình ảnh

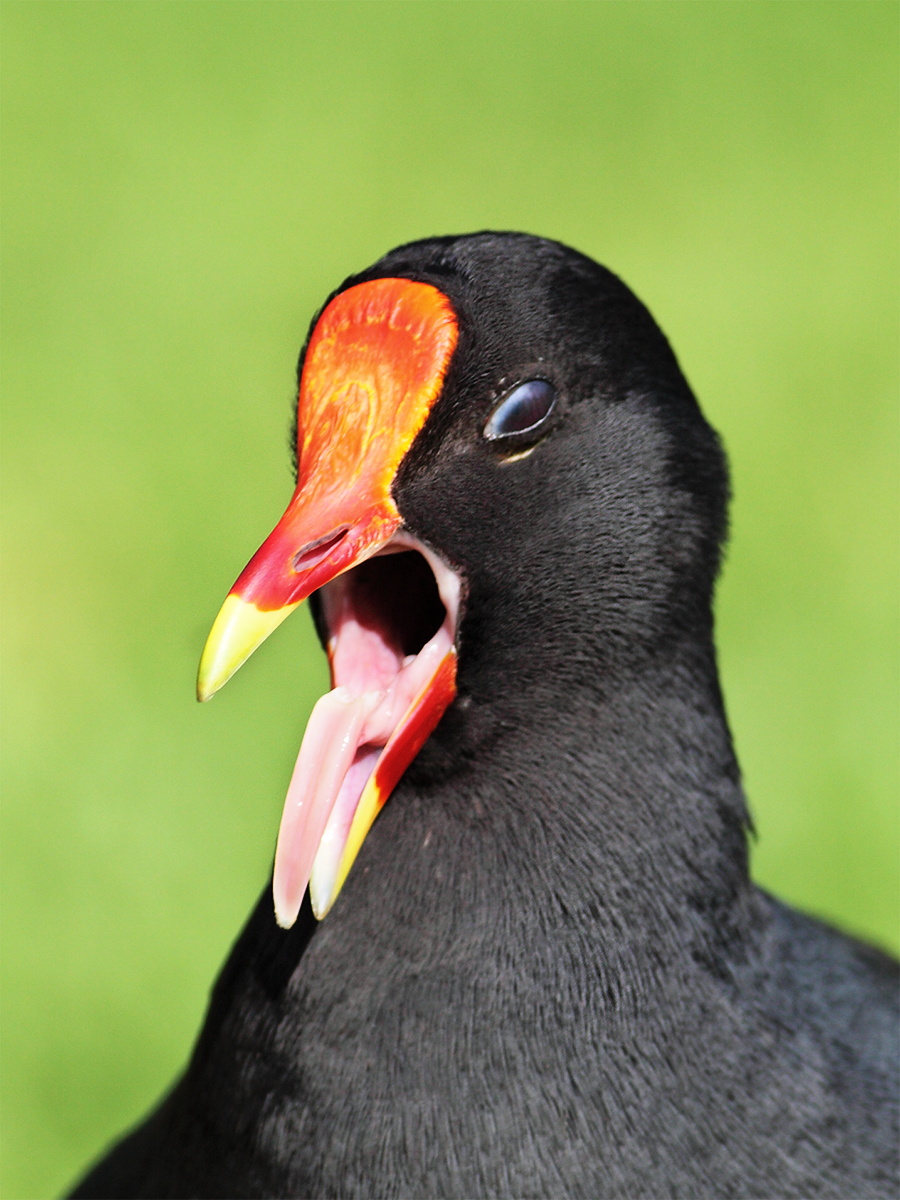
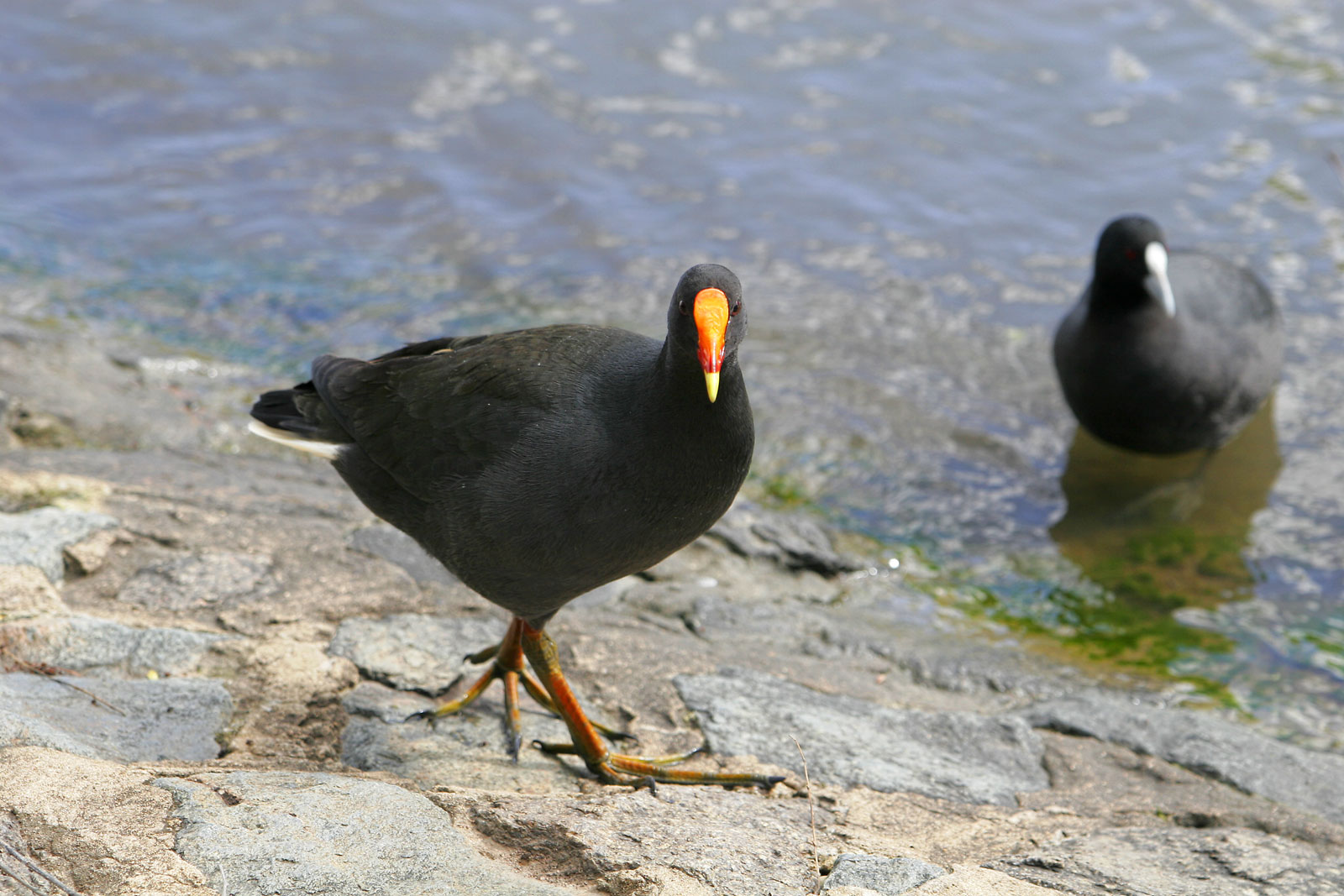
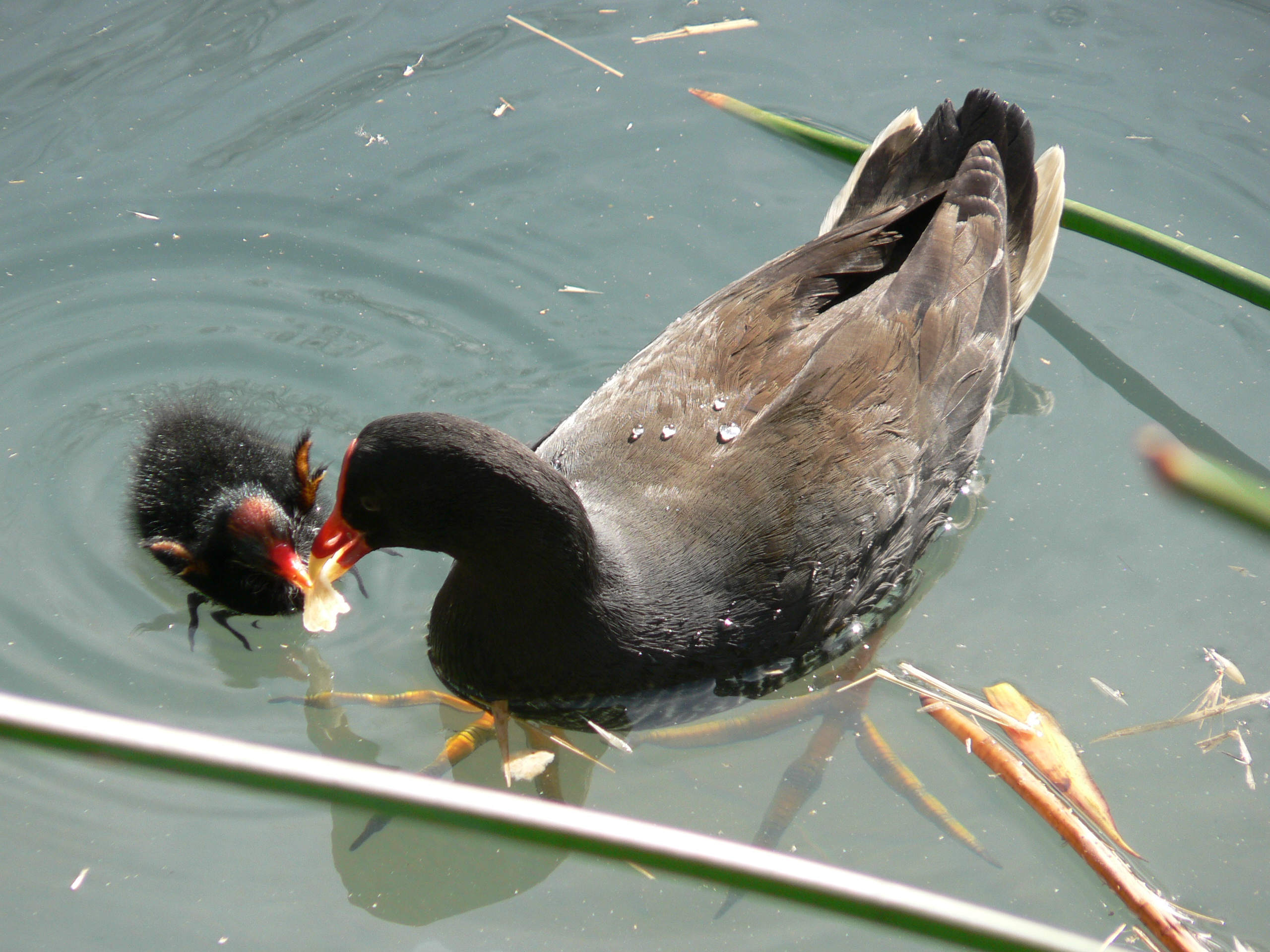
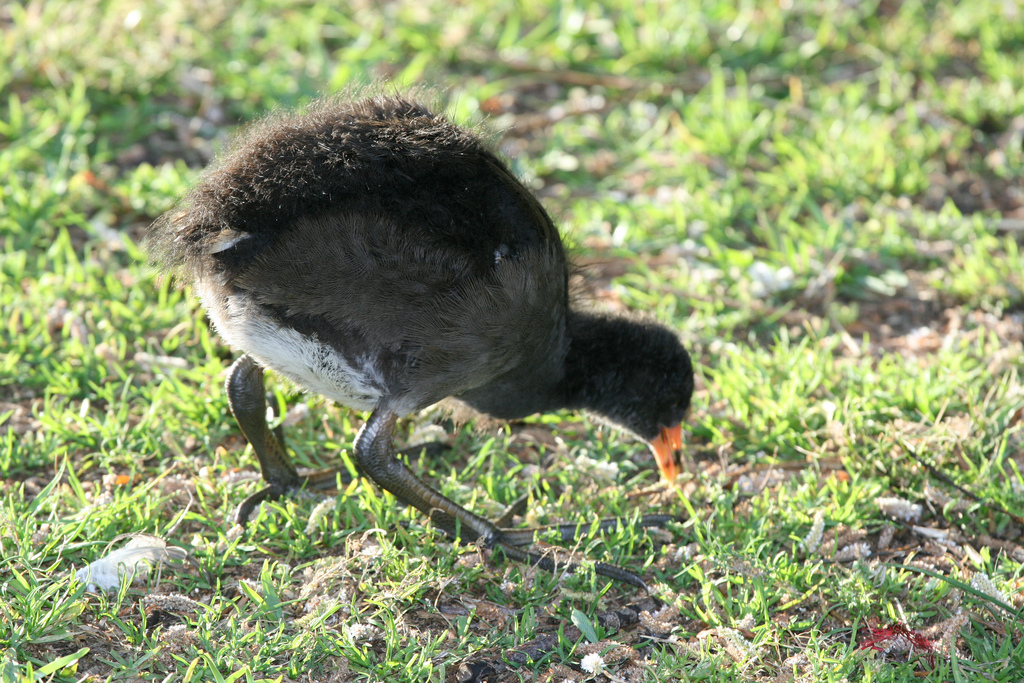
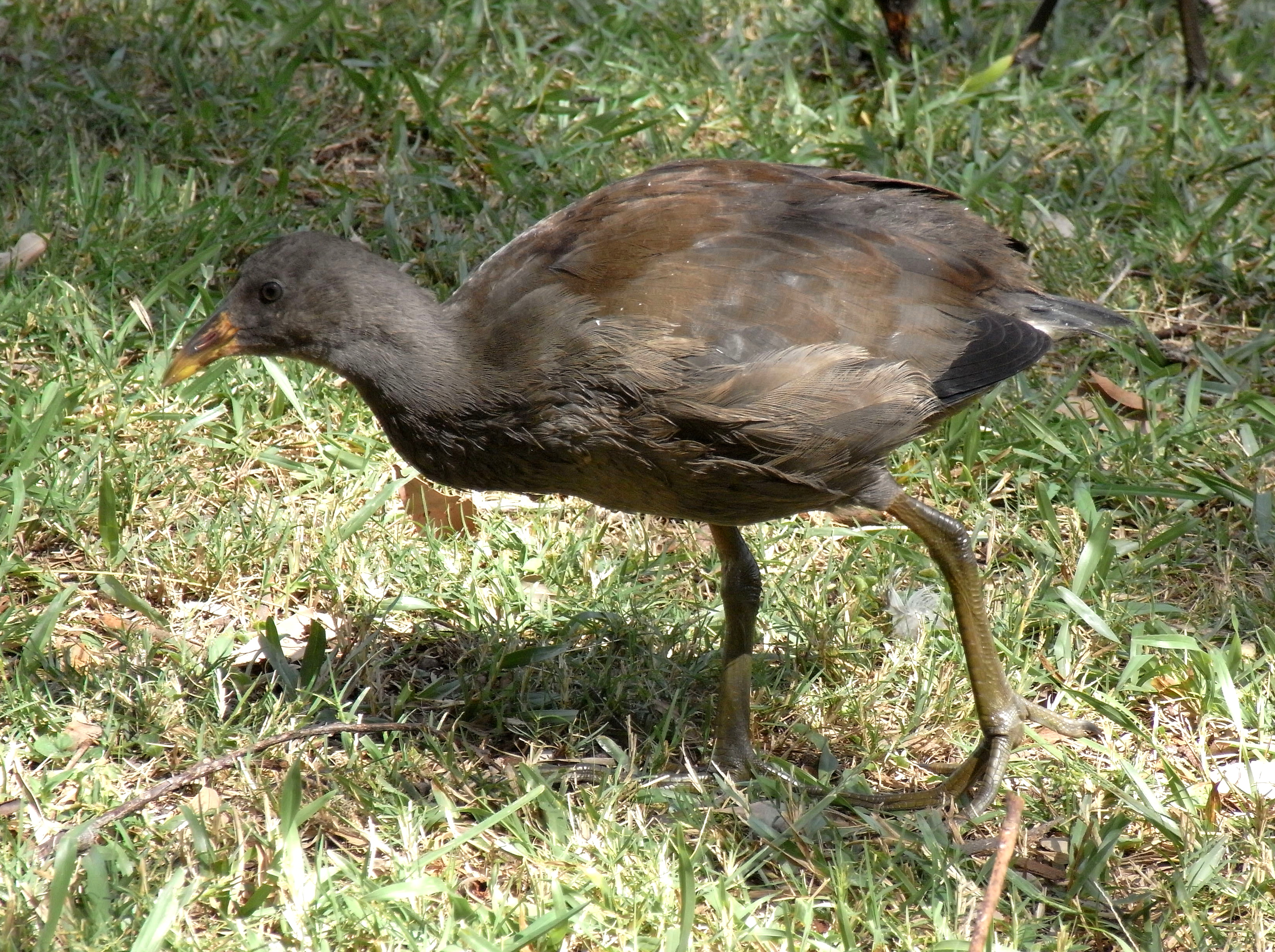
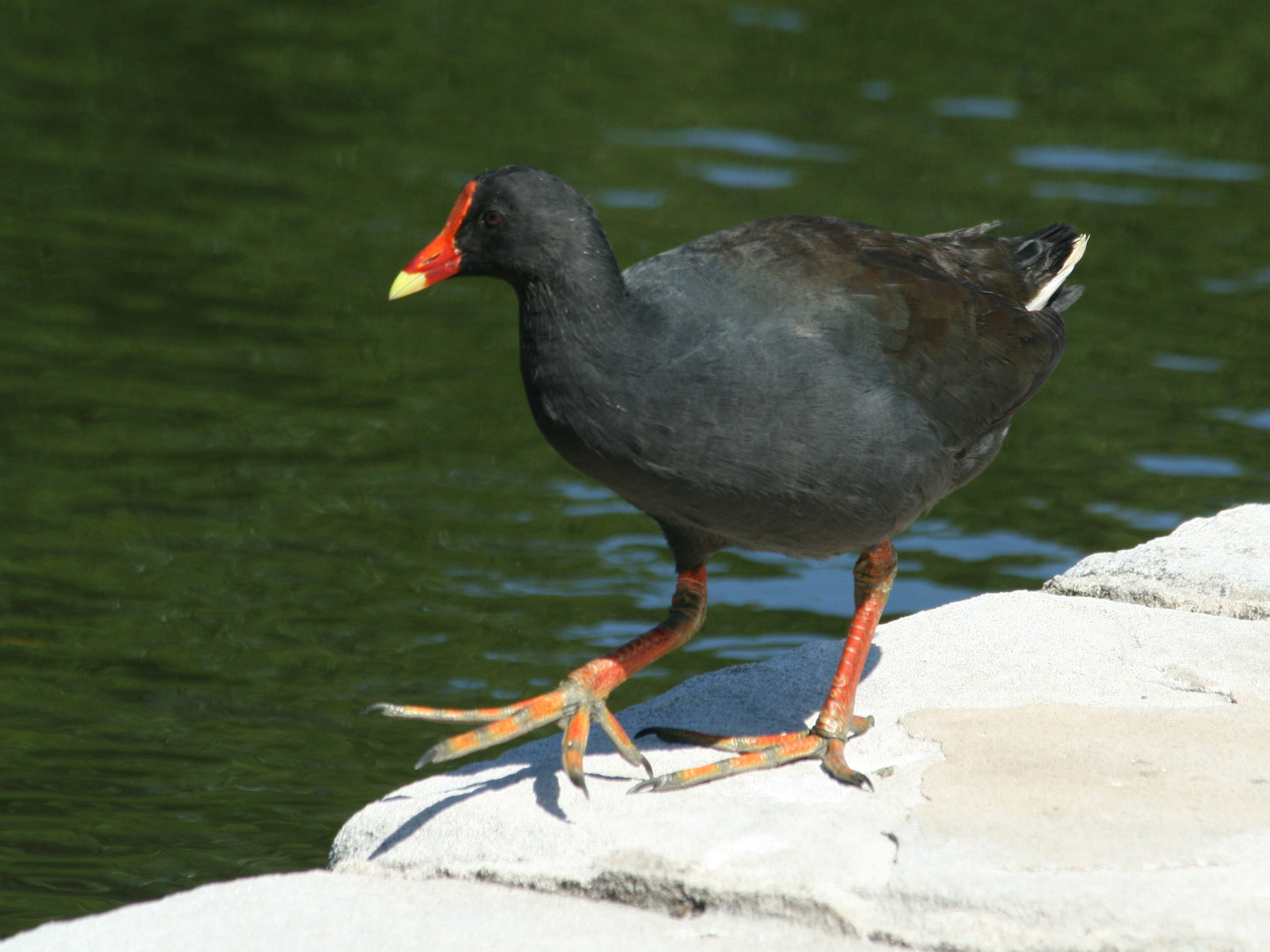